# GNG8
GNG8 (англ. G protein subunit gamma 8) – білок, який кодується однойменним геном, розташованим у людей на довгому плечі 19-ї хромосоми. Довжина поліпептидного ланцюга білка становить 70 амінокислот, а молекулярна маса — 7 841.
| 10         |  | 20         |  | 30         |  | 40         |  | 50         |
| ---------- |  | ---------- |  | ---------- |  | ---------- |  | ---------- |
| MSNNMAKIAE |  | ARKTVEQLKL |  | EVNIDRMKVS |  | QAAAELLAFC |  | ETHAKDDPLV |
| TPVPAAENPF |  | RDKRLFCVLL |  |            |  |            |  |            |

A: Аланін

C: Цистеїн

D: Аспарагінова кислота

E: Глутамінова кислота

F: Фенілаланін

H: Гістидин

I: Ізолейцин

K: Лізин

L: Лейцин

M: Метіонін

N: Аспарагін

P: Пролін

Q: Глутамін

R: Аргінін

S: Серин

T: Треонін

Кодований геном білок за функціями належить до білків внутрішньоклітинного сигналінгу, ліпопротеїнів. 
Задіяний у такому біологічному процесі, як метилювання. 
Локалізований у клітинній мембрані, мембрані.